# Akira Konno
Akira Konno (Iwate, 12 september 1974) is een voormalig Japans voetballer.

## Carrière
Akira Konno speelde tussen 1997 en 2006 voor Júbilo Iwata en Kawasaki Frontale.